# Кристиан Готлоб Нефе
Кристиан Готлоб Нефе (на немски: Christian Gottlob Neefe) е германски композитор, диригент и органист.

## Биография
Роден е на 5 февруари 1748 година в Кемниц, Курфюрство Саксония. Започва да композира от ранна възраст, известно време учи право в Лайпцигския университет, но след това се връща към музиката и учи при Йохан Адам Хилер. Работи като композитор, музикален директор на театър и органист в Дрезден, а след това в Бон, където става един от първите учители по музика на Лудвиг ван Бетховен.
Кристиан Готлоб Нефе умира на 28 януари 1798 година в Десау.